# بريان دونيلي
بريان دونيلي (بالإنجليزية: Bryan Donnelly)‏ هو مجدف كندي، ولد في 8 أبريل 1975 في دبلن في جمهورية أيرلندا.

## وصلات خارجية
- بريان دونيلي على موقع الاتحاد الدولي للتجديف (الإنجليزية)
- بريان دونيلي على موقع اللجنة الأولمبية الدولية (الإنجليزية)
- بريان دونيلي على موقع أوليمبيديا (الإنجليزية)